# 小平市立鈴木小学校
小平市立鈴木小学校（こだいらしりつ すずきしょうがっこう）は、東京都小平市鈴木町にある公立の小学校。2017年現在、小平市内で最も規模の小さい小学校である。

## 校区
- 喜平町3丁目3街区
- 回田町の一部
- 鈴木町1丁目の一部

この他、喜平町3丁目の1街区・2街区は小平市立小平第九小学校との調整区域となっており、鈴木小学校または小平第九小学校を選択できる。

## 沿革
- 1976年（昭和51年）4月1日 - 開校
- 1977年（昭和52年）4月1日 - 校旗・校歌制定

## 学校教育目標
「よく考え、やさしく、元気な鈴木の子」
- 基礎・基本の習得とそれを活用する力を身に付け、自分の考えをもち、判断し、行動できる子ども
- 自他の生命を尊重し、共に生きる豊かな心をもつ子ども
- 心身ともに健康で、粘り強くやり抜く子ども

### 目指す学校像
「家庭・地域と共に創る教育、一人一人が輝く学校」

## アクセス
- 西武新宿線花小金井駅から武蔵小金井駅行きバス10分

鈴の木台または共済住宅バス停で下車、徒歩5分
- 新小金井街道よりも低い位置にあり、生徒はトンネルを潜って登校する。